# بينكو
بينكو هي مدينة وبلدية في تشيلي في محافظة كونثبثيون ، إقليم بيو بيو على خليج كونثبثيون . تأسست كمدينة في 12 فبراير 1550 من قبل بيدرو دي فالديفا ، وهي ثالث أقدم مدينة في تشيلي ، بعد أن تأسست العاصمة سانتياغو لأول مرة في عام 1541 و لاسيرينا الثانية في عام 1544 .